# Socialmedicinsk tidskrift
Socialmedicinsk tidskrift (smt) startade 1924 och är en svensk tidskrift med flervetenskaplig inriktning och ett brett ämnesområde i korsningen mellan socialtjänst, socialförsäkringar, socialpolitik, folkhälsa och hälso- och sjukvård.

## Om Socialmedicinsk tidskrift
Varje år publiceras sex nummer av Socialmedicinsk tidskrift. Tidskriften ges ut på svenska, även om några av artiklarna i de olika temanumren har varit skrivna på andra språk som danska, norska och engelska. Läsekretsen består av en blandning av allmänhet, privata och offentliga organisationer och institutioner, studenter samt ämneskunniga både i Sverige och i övriga Norden. Sedan Socialmedicinsk tidskrifts start 1924 har innehållet i varje nummer främst utgjorts av en temadel där ett område belysts ur olika perspektiv och av olika författare. Områden som berörts under 2000-talet är bland annat folkhälsoutbildning, stressmedicin, utsatthet, empowerment, våld i relationer, äldrevård och resursfördelning i sjukvården. Utöver temats artiklar publiceras granskade originalartiklar, debattartiklar, bokrecensioner och presentationer av nya avhandlingar. 
Tidskriften ägs av Stiftelsen Socialmedicinsk tidskrift.

## Redaktion och styrelse

### Redaktion
- Bo J.A. Haglund, Socialmedicin, Karolinska Institutet, Stockholm. Redaktör
- Heidi Möller, Redaktionssekreterare

### Styrelse
- Asgeir Helgason, Karolinska institutet, Stockholm
- Preben Bendtsen, Linköpings universitet, Linköping
- Anne Hammarström, Umeå Universitet, Umeå
- Stig Larsson, Lunds universitet, Lund
- Sara Lindeberg, Lunds universitet, Lund
- Kristina Holmgren, Göteborgs Universitet, Göteborg
- Sara Sjölund, Karolinska institutet, Stockholm
- Göran Henriksson, Västra Götalandsregionen, Göteborg
- Ragnar Westerling (ordförande), Uppsala universitet, Uppsala